# Rafael Acosta
Rafael Eduardo Acosta Cammarota (Caracas, 13 febbraio 1989) è un ex calciatore venezuelano, di ruolo centrocampista.
Ha anche la cittadinanza italiana.

## Carriera

### Club
Giunto in Italia a 14 anni, è ammesso ad un provino per il Milan ma viene scartato, trovando invece spazio nelle formazioni Allievi e Primavera del Cagliari: le sue prestazioni lo portano ad essere talvolta aggregato alla prima squadra nella stagione 2007-2008. Fa il suo esordio con la prima squadra cagliaritana il 12 dicembre 2007, nella gara di Coppa Italia Cagliari-Sampdoria 1-0, entrando in campo al posto di Enrico Cotza. La gara contro i liguri restò però l'unica della sua carriera con la maglia dei sardi: non esordisce mai in campionato né nel 2007-2008 né nella stagione successiva, continuando a militare nella formazione Primavera.
Nel gennaio 2010 viene ceduto in prestito fino al giugno dello stesso anno ai greci del Diagoras, militanti nella seconda divisione ellenica, dove ha disputato nove gare mettendo a segno una rete. Al termine dell'esperienza ellenica, torna al Cagliari che però non gli rinnova il contratto.
Nell'estate 2010 effettua un provino, senza successo, con il Cartagena: successivamente, dopo un periodo di prova con il Real Murcia, viene messo sotto contratto dalla società spagnola e messo a disposizione della seconda squadra, il Real Murcia Imperial, debuttando il 2 gennaio 2011. Al termine della stagione è tornato in patria al Mineros.

### Nazionale
Ad inizio 2009 ha partecipato al campionato sudamericano Under-20 in patria, nella quale ha segnato un gol nella vittoria per 3-1 contro l'Uruguay. Al termine della manifestazione i vinotinto hanno ottenuto la qualificazione al campionato mondiale, in programma in Egitto nel settembre del 2009, dove Acosta ha giocato tre partite senza siglare alcuna rete.
Acosta ha esordito con la maglia della nazionale maggiore il 20 agosto 2008 contro la Siria, entrando nel secondo tempo al posto di Miguel Mea Vitali. Successivamente è stato convocato anche nel 2009, senza però segnare alcun gol.

## Statistiche

### Cronologia presenze e reti in nazionale
| Cronologia completa delle presenze e delle reti in nazionale ― Venezuela | Cronologia completa delle presenze e delle reti in nazionale ― Venezuela | Cronologia completa delle presenze e delle reti in nazionale ― Venezuela | Cronologia completa delle presenze e delle reti in nazionale ― Venezuela | Cronologia completa delle presenze e delle reti in nazionale ― Venezuela | Cronologia completa delle presenze e delle reti in nazionale ― Venezuela | Cronologia completa delle presenze e delle reti in nazionale ― Venezuela | Cronologia completa delle presenze e delle reti in nazionale ― Venezuela |
| Data                                                                     | Città                                                                    | In casa                                                                  | Risultato                                                                | Ospiti                                                                   | Competizione                                                             | Reti                                                                     | Note                                                                     |
| ------------------------------------------------------------------------ | ------------------------------------------------------------------------ | ------------------------------------------------------------------------ | ------------------------------------------------------------------------ | ------------------------------------------------------------------------ | ------------------------------------------------------------------------ | ------------------------------------------------------------------------ | ------------------------------------------------------------------------ |
| 20-8-2008                                                                | Puerto La Cruz                                                           | Venezuela                                                                | 4 – 1                                                                    | Siria                                                                    | Amichevole                                                               | -                                                                        | 69’                                                                      |
| 11-2-2009                                                                | Maturín                                                                  | Venezuela                                                                | 2 – 1                                                                    | Guatemala                                                                | Amichevole                                                               | -                                                                        | 75’                                                                      |
| 28-3-2009                                                                | Buenos Aires                                                             | Argentina                                                                | 4 – 0                                                                    | Venezuela                                                                | Qual. Mondiali 2010                                                      | -                                                                        | 84’                                                                      |
| 31-3-2009                                                                | Puerto Ordaz                                                             | Venezuela                                                                | 2 – 0                                                                    | Colombia                                                                 | Qual. Mondiali 2010                                                      | -                                                                        | 87’ - 90'+3’                                                             |
| 24-6-2009                                                                | Atlanta                                                                  | Messico                                                                  | 4 – 0                                                                    | Venezuela                                                                | Amichevole                                                               | -                                                                        | 86’                                                                      |
| 27-6-2009                                                                | San José                                                                 | Costa Rica                                                               | 1 – 0                                                                    | Venezuela                                                                | Amichevole                                                               | -                                                                        | 74’                                                                      |
| 15-11-2014                                                               | Talcahuano                                                               | Cile                                                                     | 5 – 0                                                                    | Venezuela                                                                | Amichevole                                                               | -                                                                        | 45’ - 57’                                                                |
| 19-11-2014                                                               | La Paz                                                                   | Bolivia                                                                  | 3 – 2                                                                    | Venezuela                                                                | Amichevole                                                               | -                                                                        | 61’                                                                      |
| 5-2-2015                                                                 | San Pedro Sula                                                           | Honduras                                                                 | 2 – 3                                                                    | Venezuela                                                                | Amichevole                                                               | -                                                                        | 66’                                                                      |
| 12-2-2015                                                                | Barinas                                                                  | Venezuela                                                                | 2 – 1                                                                    | Honduras                                                                 | Amichevole                                                               | -                                                                        | 58’                                                                      |
| 12-11-2015                                                               | La Paz                                                                   | Bolivia                                                                  | 4 – 2                                                                    | Venezuela                                                                | Qual. Mondiali 2018                                                      | -                                                                        |                                                                          |
| 17-11-2015                                                               | Ciudad Guayana                                                           | Venezuela                                                                | 1 – 3                                                                    | Ecuador                                                                  | Qual. Mondiali 2018                                                      | -                                                                        | 46’                                                                      |
| 3-2-2016                                                                 | Barinas                                                                  | Venezuela                                                                | 1 – 0                                                                    | Costa Rica                                                               | Amichevole                                                               | -                                                                        | 78’                                                                      |
| Totale                                                                   |                                                                          | Presenze                                                                 | 13                                                                       |                                                                          | Reti                                                                     | 0                                                                        |                                                                          |

## Palmarès

### Club

#### Competizioni nazionali
- Copa Venezuela: 1

Mineros: 2011